# Carl Frampton
Sir Carl Frampton (Belfast, 21 febbraio 1987) è un pugile britannico.
Soprannominato "The Jackal" oppure "Brick Fists", è campione del mondo in due classi di peso. Dopo aver conquistato vari titoli regionali agli inizi della sua carriera, nel 2014 ha vinto il titolo del mondo IBF dei pesi supergallo e più tardi la corona WBA di categoria. Passato ai pesi piuma nel 2016, nello stesso anno ha conquistato il titolo WBA divenendo il primo pugile nordirlandese e il secondo dall'Isola d'Irlanda dopo Steve Collins a diventare campione del mondo in due categorie di peso.
Nel 2016 è stato nominato "pugile dell'anno" da Ring Magazine e da ESPN.

## Carriera professionale
Carl Frampton compie il suo debutto da professionista il 12 giugno 2009, sconfiggendo l'ungherese Sandor Szinavel per KO tecnico dopo due round.